# Гладкокожий осьминог
Гладкокожий осьминог (лат. Muusoctopus leioderma) — вид головоногих из отряда осьминогов рода Muusoctopus семейства Enteroctopodidae. Вид описал американский зоолог Стиллмен Берри (S. Stillman Berry, 1887—1984) как Polypus leioderma в 1911 году. Род Muusoctopus описал профессор Университета Тохоку Ян Глидолл (Ian Geoffrey Gleadall, яп. グレドル イアン) в 2004 году. Семейство Enteroctopodidae описано в 2014 году.
Обитает на дне от тропического пояса до Арктики, в северной части Тихого океана и Северном Ледовитом океане, в Беринговом море и у тихоокеанского побережья Северной Америки на глубинах от 37 до 480 м (по другим данным — 90—500 м).
Надглазничные увеличенные бородавки и периферийная складка мантии имеются. Поверхность тела в общем гладкая, однако между глазами и на спине заметны редкие бородавки. Руки относительно короткие, наиболее длинные из них 2 верхние пары. Орган воронки W-образный. Длина 12—20 см.
Двусторонне-симметричный, высокоорганизованный моллюск. Тело ясно разделяется на руки, голову и мешковидное туловище. Остаток раковины полностью утерян. Характерная для моллюсков нога преобразована в воронку и руки. Рук 8, представляют собой конические щупальца, снабжённые присосками по всей своей внутренней поверхности. Руки в основании соединены перепонкой (умбреллой). Присоски располагаются в два ряда, усики и плавники отсутствуют. Присоски лишены роговых колец и стебельков, к внутренней поверхности рук они прикрепляются непосредственно своими основаниями. Воронка представляет собой коническую трубку, узким концом направленную вперёд и наружу, а широким основанием — назад и в мантийную полость. Воронка служит для плавания. Туловище со всех сторон одето мантией, прирастающее к нему на спинной стороне и отделённого мантийной полостью на брюшной стороне. В мантийной полости находятся жабры, туда же открывается анальное и половое отверстия. На голове расположены очень сложно и высоко организованные глаза, снабжённые роговицей, радужиной, хрусталиком, стекловидным телом и весьма чувствительной сетчаткой. Радула хорошо развита. Глотка вооружена мощными хитиновыми челюстями, верхней и нижней, по форме напоминающей клюв попугая. В ротовую полость впадают протоки слюных желёз. Развит внутренний скелет, представленный хрящевыми образованиями, предохраняющими в виде головной капсулы головное скопление ганглиев, глаза и статоцисты. Яйца прикрепляет к донным предметам. Оплодотворение внутреннее. Роль копулятивного органа выполняют две изменённые руки, называемые гектокотилями. Прожорливый хищник. Прекрасный пловец, но предпочитает подолгу лежать на дне, стремительно покидая его в минуту опасности или в погоне за добычей.
Гонохористичный (раздельнополый) вид. После нереста и насиживания яиц, вскоре после появления молоди из яиц, как правило самка погибает. Для размножения самец привлекает самку. При спаривании самец удерживает самку рукой, а гектокотилем сперматофоры вводит в мантийную полость самки, где происходит оплодотворение. Молодь некоторое время пребывает на планктонной стадии, пока не вырастают и не начинают вести бентический (донный) образ жизни.